# Łętownia (Strzyżów)
Pour les articles homonymes, voir Łętownia.
Łętownia est une localité polonaise de la gmina et du powiat de Strzyżów en voïvodie des Basses-Carpates.